# Derbi del norte de Belfast

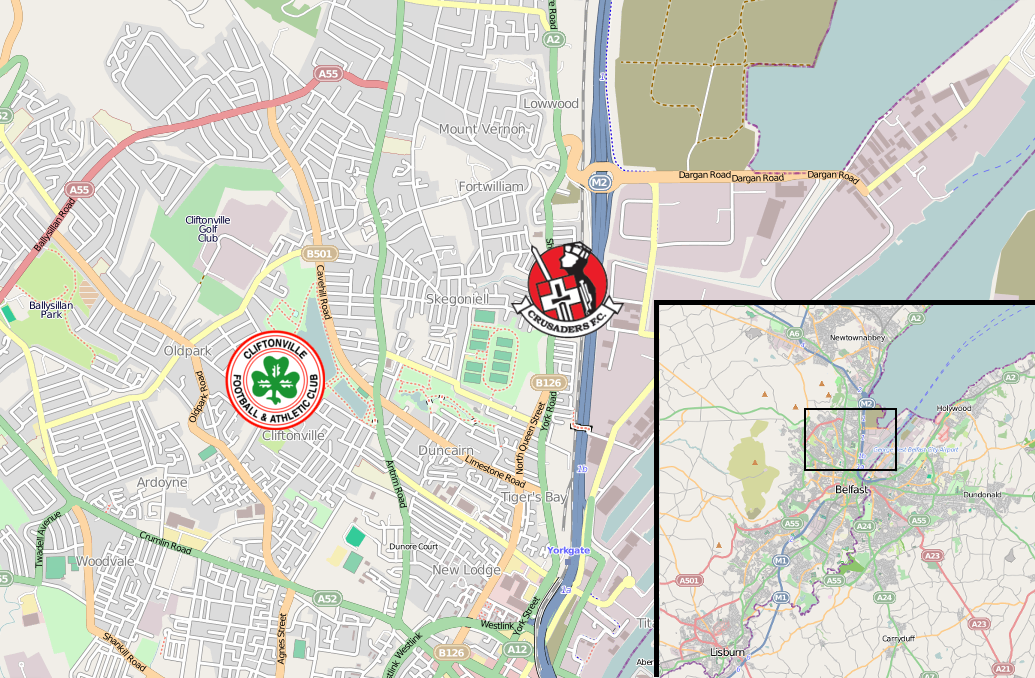
Situación de la sede de ambos equipos en el norte de Belfast.

El Derbi del norte de Belfast (del inglés: North Belfast derby) es el nombre dado a la rivalidad y los partidos de fútbol entre el Cliftonville y el Crusaders, dos equipos de fútbol de Belfast, Irlanda del Norte. Los dos están separados por alrededor de 1,5 kilómetros, que es la distancia que hay entre el estadio Solitude del Cliftonville en Cliftonville Road y el estadio Seaview de los Crusaders, en Shore Road. La rivalidad entre los dos clubes se acentuó durante «Los disturbios», ya que el Cliftonville desarrolló un fuerte nacionalismo y los Crusaders eran seguidores unionistas, en gran medida dictado por motivos religiosos.
Si bien ha habido incidentes desagradables en el pasado entre ambos equipos y una intensa rivalidad en el terreno de juego, los clubes han desarrollado una fuerte relación entre las comunidades en los últimos años. Ambas entidades han sido elogiadas por su relación después de un aplazamiento reciente de un partido de liga en Seaview debido a una protesta con una bandera lealista.
Ambos clubes también comparten rivalidades con los equipos del Belfast's Big Two, el Glentoran y el Linfield, pero la disparidad de éxito entre los primeros con los dos clubes del norte ha formado dos rivalidades distintas.

## Enfrentamientos
En los resultados conocidos entre los dos equipos, los Crusaders tienen 110 victorias por 71 del Cliftonville, con la mayor diferencia en partidos de liga. Cabe señalar que dado el estatus de equipo aficionado del Cliftonville en la década de 1960 rara vez los partidos eran competitivos y perdió la mayor parte de ellos. 
Actualizado al 6 de abril de 2013
| Equipo       | Liga | Copa | Copa de la Liga | Setanta Sports Cup | Co. Antrim Shield | Gold Cup | Ulster Cup | City Cup | Total |
| ------------ | ---- | ---- | --------------- | ------------------ | ----------------- | -------- | ---------- | -------- | ----- |
| Resultados   | 152  | 7    | 10              | 2                  | 8                 | 10       | 24         | 16       | 229   |
| Crusaders    | 77   | 2    | 2               | 0                  | 3                 | 2        | 18         | 6        | 110   |
| Cliftonville | 41   | 4    | 7               | 2                  | 5                 | 5        | 1          | 6        | 71    |
| Empates      | 34   | 1    | 1               | 0                  | 0                 | 3        | 5          | 4        | 48    |

- Ulster Cup fue renombrada Festival of Britain Cup en 1952 y los resultados se incluyen en el total del Ulster Cup

Victorias por estadio
| Ganador      | Seaview | Solitude | Neutral |
| ------------ | ------- | -------- | ------- |
| Crusaders    | 63      | 43       | 4       |
| Cliftonville | 27      | 38       | 6       |
| Empates      | 24      | 24       | 0       |

## Resultados

### Partidos de liga
Todos los resultados son extraídos del Irish Football Club Project y otras fuentes. Los datos de asistencia de público fueron obtenidos de ifapremiership.com
|           | | Cliftonville vs Crusaders | Cliftonville vs Crusaders | Cliftonville vs Crusaders | Cliftonville vs Crusaders | Crusaders vs Cliftonville | Crusaders vs Cliftonville | Crusaders vs Cliftonville | Crusaders vs Cliftonville | Crusaders vs Cliftonville |
| --------- | --- | --- | --- | --- | --- | --- | --- | --- | --- | ------------------------- |
| Temporada | División | Fecha | Estadio | Resultado | Asistencia | Fecha | Estadio | Resultado | Asistencia |                           |
| 1949-50   | Irish League | 18.03.1950 | Solitude | 2 – 7 | | 26.12.1949 | Seaview | 0 – 5 | |                           |
| 1950-51   | Irish League | 25.11.1950 | Solitude | 3 – 2 | | 03.02.1951 | Seaview | 4 – 4 | |                           |
| 1951-52   | Irish League | 22.03.1952 | Solitude | 2 – 1 | | 25.12.1951 | Seaview | 1 – 0 | |                           |
| 1952-53   | Irish League | 25.12.1952 | Solitude | 3 – 1 | | 11.04.1953 | Seaview | 4 – 2 | |                           |
| 1953-54   | Irish League | 23.01.1954 | Solitude | 2 – 3 | | 25.12.1953 | Seaview | 4 – 0 | |                           |
| 1954-55   | Irish League | ? | Solitude | 0 – 1 | | ? | Seaview | 1 – 4 | |                           |
| 1955-56   | Irish League | ? | Solitude | 1 – 1 | | ? | Seaview | 1 – 1 | |                           |
| 1956-57   | Irish League | 17.11.1956 | Solitude | 0 – 2 | | 19.01.1957 | Seaview | 4 – 1 | |                           |
| 1957-58   | Irish League | 18.01.1958 | Solitude | 4 – 3 | | 19.04.1958 | Seaview | 4 – 2 | |                           |
| 1958-59   | Irish League | 27.12.1958 | Solitude | 1 – 3 | | 30.03.1959 | Seaview | 3 – 0 | |                           |
| 1959-60   | Irish League | 19.04.1960 | Solitude | 0 – 1 | | 02.01.1960 | Seaview | 4 – 1 | |                           |
| 1960-61   | Irish League | 03.12.1960 | Solitude | 3 – 1 | | 15.04.1961 | Seaview | 2 – 1 | |                           |
| 1961-62   | Irish League | 07.04.1962 | Solitude | 1 – 2 | | 16.12.1961 | Seaview | 6 – 0 | |                           |
| 1962-63   | Irish League | 19.01.1962 | Solitude | 1 – 5 | | 16.04.1963 | Seaview | 3 – 2 | |                           |
| 1963-64   | Irish League | ? | Solitude | 2 – 1 | | ? | Seaview | 4 – 0 | |                           |
| 1964-65   | Irish League | 25.12.1964 | Solitude | 0 – 3 | | 30.01.1965 | Seaview | 5 – 0 | |                           |
| 1965-66   | Irish League | 27.11.1965 | Solitude | 0 – 4 | | 05.02.1966 | Seaview | 7 – 1 | |                           |
| 1966-67   | Irish League | ? | Solitude | 0 – 0 | | ? | Seaview | 3 – 2 | |                           |
| 1967-68   | Irish League | ? | Solitude | 1 – 3 | | ? | Seaview | 6 – 2 | |                           |
| 1968-69   | Irish League | ? | Solitude | 1 – 3 | | ? | Seaview | 2 – 2 | |                           |
| 1969-70   | Irish League | ? | Solitude | 0 – 2 | | ? | Seaview | 8 – 3 | |                           |
| 1970-71   | Irish League | ? | Solitude | 0 – 2 | | ? | Seaview | 4 – 1 | |                           |
| 1971-72   | Irish League | ? | Solitude | 0 – 1 | | ? | Seaview | 3 – 0 | |                           |
| 1972-73   | Irish League | ? | Solitude | 0 – 1 | | ? | Seaview | 3 – 0 | |                           |
| 1973-74   | Irish League | ? | Solitude | 2 – 1 | | ? | Seaview | 2 – 0 | |                           |
| 1974-75   | Irish League | ? | Solitude | 0 – 4 | | ? | Seaview | 6 – 1 | |                           |
| 1975-76   | Irish League | ? | Solitude | 0 – 2 | | 24.01.1976 | Seaview | 4 – 2 | |                           |
| 1976-77   | Irish League | ? | Solitude | 0 – 3 | | ? | Seaview | 6 – 2 | |                           |
| 1977-78   | Irish League | ? | Solitude | 1 – 0 | | ? | Seaview | 2 – 2 | |                           |
| 1978-79   | Irish League | ? | Solitude | 1 – 0 | | ? | Seaview | 2 – 2 | |                           |
| 1979-80   | Irish League | ? | Solitude | 1 – 0 | | ? | Seaview | 1 – 0 | |                           |
| 1980-81   | Irish League | ? | Solitude | 0 – 0 | | ? | Seaview | 1 – 0 | |                           |
| 1981-82   | Irish League | ? | Solitude | 0 – 1 | | ? | Seaview | 3 – 2 | |                           |
| 1982-83   | Irish League | ? | Solitude | 1 – 0 | | ? | Seaview | 2 – 1 | |                           |
| 1983-84   | Irish League | ? | Solitude | 0 – 1 | | ? | Seaview | 1 – 4 | |                           |
| 1984-85   | Irish League | ? | Solitude | 0 – 0 | | ? | Seaview | 3 – 2 | |                           |
| 1985-86   | Irish League | 29.03.1986 | Solitude | 2 – 1 | | ? | Seaview | 2 – 1 | |                           |
| 1986-87   | Irish League | ? | Solitude | 2 – 1 | | ? | Seaview | 3 – 2 | |                           |
| 1987-88   | Irish League | ? | Solitude | 0 – 0 | | ? | Seaview | 2 – 0 | |                           |
| 1988-89   | Irish League | ? | Solitude | 1 – 0 | | ? | Seaview | 1 – 2 | |                           |
| 1989-90   | Irish League | ? | Solitude | 2 – 2 | | ? | Seaview | 1 – 1 | |                           |
| 1990-91   | Irish League | ? | Solitude | 3 – 1 | | ? | Seaview | 1 – 1 | |                           |
| 1991-92   | Irish League | ? | Solitude | 2 – 2 | | ? | Seaview | 5 – 1 | |                           |
| 1992-93   | Irish League | ? | Solitude | 1 – 2 | | ? | Seaview | 1 – 2 | |                           |
| 1993-94   | Irish League | ? | Solitude | 2 – 1 | | ? | Seaview | 1 – 1 | |                           |
| 1994-95   | Irish League | 29.04.1995 | Solitude | 2 – 2 | | 25.12.1994 | Seaview | 1 – 0 | |                           |
| 1995-96   | Irish League | 26.12.1995 | Solitude | 1 – 4 | | 04.11.1995 | Seaview | 1 – 0 | |                           |
| 1995-96   | Irish League | 20.04.1996 | Solitude | 2 – 1 | | 17.02.1996 | Seaview | 1 – 1 | |                           |
| 1996-97   | Irish League | 26.10.1996 | Solitude | 1 – 1 | | 10.12.1996 | Seaview | 2 – 1 | |                           |
| 1996-97   | Irish League | 01.02.1997 | Solitude | 0 – 2 | | 01.04.1997 | Seaview | 3 – 0 | |                           |
| 1997-98   | Irish League | 30.08.1997 | Solitude | 2 – 2 | | 01.11.1997 | Seaview | 2 – 2 | |                           |
| 1997-98   | Irish League | 10.02.1998 | Solitude | 0 – 1 | | 07.03.1998 | Seaview | 0 – 2 | |                           |
| 1998-99   | Irish League | 14.11.1998 | Solitude | 2 – 3 | | 05.09.1998 | Seaview | 2 – 1 | |                           |
| 1998-99   | Irish League | 06.03.1998 | Solitude | 1 – 1 | | 26.12.1998 | Seaview | 1 – 0 | |                           |
| 1999-2000 | Irish League | 30.10.1999 | Solitude | 1 – 1 | | 31.08.1999 | Seaview | 1 – 1 | |                           |
| 1999-2000 | Irish League | 27.12.1999 | Solitude | 1 – 1 | | 18.03.2000 | Seaview | 1 – 1 | |                           |
| 2000-01   | Irish League | 28.10.2000 | Solitude | 1 – 1 | | 26.08.2000 | Seaview | 0 – 4 | |                           |
| 2000-01   | Irish League | 20.03.2001 | Solitude | 0 – 3 | | 26.12.2000 | Seaview | 1 – 2 | |                           |
| 2001-02   | Irish League | 26.12.2001 | Solitude | 1 – 1 | | 31.08.2001 | Seaview | 0 – 2 | |                           |
| 2001-02   | Irish League | 16.03.2002 | Solitude | 3 – 0 | | 27.10.2001 | Seaview | 1 – 3 | |                           |
| 2002-03   | Irish League | 12.10.2002 | Solitude | 0 – 1 | | 26.12.2002 | Seaview | 0 – 0 | |                           |
| 2002-03   | Irish League | 22.03.2003 | Solitude | 0 – 1 | | 22.04.2003 | Seaview | 1 – 0 | |                           |
| 2003-04   | Irish Premier League | 26.12.2003 | Solitude | 0 – 1 | | 24.04.2004 | Seaview | 0 – 0 | |                           |
| 2004-05   | Irish Premier League | 23.04.2005 | Solitude | 1 – 0 | | 27.12.2004 | Seaview | 0 – 2 | |                           |
| 2005-06   | Crusaders relegated at end of 2004-05 season. Promoted back to Premier League at end of 2005-06 season after one years absence. | Crusaders relegated at end of 2004-05 season. Promoted back to Premier League at end of 2005-06 season after one years absence. | Crusaders relegated at end of 2004-05 season. Promoted back to Premier League at end of 2005-06 season after one years absence. | Crusaders relegated at end of 2004-05 season. Promoted back to Premier League at end of 2005-06 season after one years absence. | Crusaders relegated at end of 2004-05 season. Promoted back to Premier League at end of 2005-06 season after one years absence. | Crusaders relegated at end of 2004-05 season. Promoted back to Premier League at end of 2005-06 season after one years absence. | Crusaders relegated at end of 2004-05 season. Promoted back to Premier League at end of 2005-06 season after one years absence. | Crusaders relegated at end of 2004-05 season. Promoted back to Premier League at end of 2005-06 season after one years absence. | Crusaders relegated at end of 2004-05 season. Promoted back to Premier League at end of 2005-06 season after one years absence. |                           |
| 2006-07   | Irish Premier League | 26.12.2006 | Solitude | 4 – 2 | | 14.04.2007 | Seaview | 1 – 2 | |                           |
| 2007-08   | Irish Premier League | 22.04.2008 | Solitude | 0 – 1 | | 26.12.2007 | Seaview | 1 – 1 | |                           |
| 2008-09   | IFA Premiership | 26.12.2008 | Solitude | 1 – 1 | 1,426 | 04.10.2008 | Seaview | 3 – 1 | 820 |                           |
| 2008-09   | IFA Premiership | 25.04.2009 | Solitude | 0 – 0 | 782 | 14.03.2009 | Seaview | 4 – 2 | 685 |                           |
| 2009-10   | IFA Premiership | 17.10.2009 | Solitude | 1 – 2 | 938 | 18.08.2009 | Seaview | 2 – 3 | 765 |                           |
| 2009-10   | IFA Premiership | 08.04.2010 | Solitude | 1 – 0 | 902 | 26.12.2009 | Seaview | 1 – 2 | 2,105 |                           |
| 2010-11   | IFA Premiership | 27.12.2010 | Solitude | 2 – 1 | 1,644 | 27.08.2010 | Seaview | 1 – 3 | 1,352 |                           |
| 2010-11   | IFA Premiership | 26.04.2011 | Solitude | 1 – 0 | 719 | 19.03.2011 | Seaview | 5 – 0 | 1,134 |                           |
| 2011-12   | IFA Premiership | 22.10.2011 | Solitude | 2 – 1 | 954 | 17.09.2011 | Seaview | 2 – 2 | 817 |                           |
| 2011-12   | IFA Premiership | 14.04.2012 | Solitude | 1 – 1 | 732 | 26.12.2011 | Seaview | 3 – 2 | 2,457 |                           |
| 2012-13   | IFA Premiership | 26.12.2012 | Solitude | 1 – 0 | 2,883 | 13.10.2012 | Seaview | 3 – 1 | 2,079 |                           |
| 2012-13   | IFA Premiership | 02.04.2013 | Solitude | 3 – 1 | 2,221 | 22.04.2013 | Seaview | 3 – 0 | 395 |                           |

### Partidos de copa
| Temporada | Fecha      | Competición             | Ronda                 | Estadio      | Local          | Resultado          | Visitante    | Asistencia |
| 1926-27   | 05.02.1927 | Irish Cup               | Semifinal             | Seaview      | Crusaders      | 2 – 4              | Cliftonville |            |
| 1949-50   | 17.09.1949 | Ulster Cup              | Group Stage           | Solitude     | Cliftonville   | 2 – 2              | Crusaders    |            |
| 1949-50   | 19.11.1949 | City Cup                | Group Stage           | Seaview      | Crusaders      | 3 – 1              | Cliftonville |            |
| 1950-51   | 28.08.1950 | Ulster Cup              | Group Stage           | Seaview      | Crusaders      | 0 – 1              | Cliftonville |            |
| 1950-51   | 18.11.1950 | City Cup                | Group Stage           | Solitude     | Cliftonville   | 1 – 11             | Crusaders    |            |
| 1951-52   | 13.09.1951 | Festival of Britain Cup | Group Stage           | Seaview      | Crusaders      | 3 – 2              | Cliftonville |            |
| 1951-52   | 24.09.1951 | Festival of Britain Cup | Group Stage           | Seaview      | Crusaders      | 4 – 2              | Cliftonville |            |
| 1951-52   | 03.11.1951 | City Cup                | Group Stage           | Seaview      | Crusaders      | 1 – 2              | Cliftonville |            |
| 1952-53   | 16.08.1952 | Ulster Cup              | Group Stage           | Seaview      | Crusaders      | 3 – 2              | Cliftonville |            |
| 1952-53   | 06.09.1952 | Ulster Cup              | Group Stage           | Solitude     | Cliftonville   | 2 – 2              | Crusaders    |            |
| 1952-53   | 25.11.1952 | City Cup                | Group Stage           | Solitude     | Cliftonville   | 2 – 1              | Crusaders    |            |
| 1953-54   | 15.08.1953 | Ulster Cup              | Group Stage           | Solitude     | Cliftonville   | 1 – 3              | Crusaders    |            |
| 1953-54   | 14.11.1953 | City Cup                | Group Stage           | Seaview      | Crusaders      | 2 – 2              | Cliftonville |            |
| 1954-55   | 25.08.1954 | Ulster Cup              | Group Stage           | Solitude     | Cliftonville   | 1 – 5              | Crusaders    |            |
| 1955-56   | ?          | City Cup                | Group Stage           | Seaview      | Crusaders      | 0 – 0              | Cliftonville |            |
| 1956-57   | 15.09.1956 | Ulster Cup              | Group Stage           | Seaview      | Crusaders      | 2 – 1              | Cliftonville |            |
| 1956-57   | 07.05.1957 | City Cup                | Group Stage           | Solitude     | Cliftonville   | 3 – 2              | Crusaders    |            |
| 1957-58   | 21.08.1957 | Ulster Cup              | Group Stage           | Seaview      | Crusaders      | 2 – 1              | Cliftonville |            |
| 1957-58   | 09.11.1957 | City Cup                | Group Stage           | Solitude     | Cliftonville   | 1 – 0              | Crusaders    |            |
| 1958-59   | 20.08.1958 | Ulster Cup              | Group Stage           | Solitude     | Cliftonville   | 1 – 2              | Crusaders    |            |
| 1958-59   | 08.11.1958 | City Cup                | Group Stage           | Solitude     | Cliftonville   | 2 – 3              | Crusaders    |            |
| 1959-60   | 19.08.1959 | Ulster Cup              | Group Stage           | Seaview      | Crusaders      | 4 – 0              | Cliftonville |            |
| 1959-60   | 07.11.1959 | City Cup                | Group Stage           | Seaview      | Crusaders      | 2 – 2              | Cliftonville |            |
| 1961-62   | 22.08.1961 | Ulster Cup              | Group Stage           | Seaview      | Crusaders      | 1 – 0              | Cliftonville |            |
| 1961-62   | 18.11.1961 | City Cup                | Group Stage           | Seaview      | Crusaders      | 3 – 0              | Cliftonville |            |
| 1962-63   | ?          | Gold Cup                | Group Stage           | Seaview      | Crusaders      | 3 – 4              | Cliftonville |            |
| 1963-64   | ??.??.1963 | Ulster Cup              | Group Stage           | Seaview      | Crusaders      | 2 – 0              | Cliftonville |            |
| 1963-64   | ?          | City Cup                | Group Stage           | Seaview      | Crusaders      | 5 – 0              | Cliftonville |            |
| 1964-65   | 26.08.1964 | Ulster Cup              | Group Stage           | Solitude     | Cliftonville   | 1 – 3              | Crusaders    |            |
| 1964-65   | 14.11.1964 | City Cup                | Group Stage           | Solitude     | Cliftonville   | 2 – 1              | Crusaders    |            |
| 1965-66   | 10.08.1965 | Ulster Cup              | Group Stage           | Seaview      | Crusaders      | 2 – 2              | Cliftonville |            |
| 1965-66   | 25.04.1966 | City Cup                | Group Stage           | Solitude     | Cliftonville   | 1 – 2              | Crusaders    |            |
| 1967-68   | ?          | Ulster Cup              | Group Stage           | Seaview      | Crusaders      | 2 – 2              | Cliftonville |            |
| 1968-69   | ?          | Ulster Cup              | Group Stage           | Solitude     | Cliftonville   | 2 – 3              | Crusaders    |            |
| 1968-69   | ?          | City Cup                | Group Stage           | Seaview      | Crusaders      | 1 – 3              | Cliftonville |            |
| 1970-71   | 18.08.1970 | Ulster Cup              | Group Stage           | Solitude     | Cliftonville   | 0 – 2              | Crusaders    |            |
| 1972-73   | ?          | City Cup                | Group Stage           | Seaview      | Crusaders      | 8 – 0              | Cliftonville |            |
| 1972-73   | ?          | Ulster Cup              | Group Stage           | Solitude     | Cliftonville   | 0 – 1              | Crusaders    |            |
| 1975-76   | ?          | County Antrim Shield    | First Round           | Seaview      | Crusaders      | 4 – 1              | Cliftonville |            |
| 1976-77   | 16.10.1976 | Gold Cup                | Group Stage           | Seaview      | Crusaders      | 0 – 3              | Cliftonville |            |
| 1978-79   | ?          | Gold Cup                | Group Stage           | Seaview      | Crusaders      | 1 – 1              | Cliftonville |            |
| 1978-79   | ?          | Ulster Cup              | Group Stage           | Seaview      | Crusaders      | 1 – 1              | Cliftonville |            |
| 1978-79   | ?          | County Antrim Shield    | Final                 | Neutral      | Cliftonville   | 0 – 0 (3 – 1 pens) | Crusaders    |            |
| 1979-80   | 10.11.1979 | Gold Cup                | Group Stage           | Solitude     | Cliftonville   | 3 – 1              | Crusaders    |            |
| 1981-82   | ?          | Gold Cup                | Group Stage           | Solitude     | Cliftonville   | 1 – 1              | Crusaders    |            |
| 1982-83   | ?          | Gold Cup                | Group Stage           | Seaview      | Crusaders      | 1 – 1              | Cliftonville |            |
| 1982-83   | ?          | Ulster Cup              | Group Stage           | Seaview      | Crusaders      | 1 – 0              | Cliftonville |            |
| 1983-84   | ?          | Gold Cup                | Group Stage           | Seaview      | Crusaders      | 0 – 3              | Cliftonville |            |
| 1983-84   | 21.04.1984 | County Antrim Shield    | Semifinal             | Neutral      | Crusaders      | 3 – 2              | Cliftonville |            |
| 1984-85   | ?          | Gold Cup                | Group Stage           | Solitude     | Cliftonville   | 1 – 3              | Crusaders    |            |
| 1985-86   | ?          | Gold Cup                | Group Stage           | Seaview      | Crusaders      | 3 – 1              | Cliftonville |            |
| 1986-87   | ?          | Gold Cup                | Group Stage           | Seaview      | Crusaders      | 0 – 1              | Cliftonville |            |
| 1990-91   | 16.02.1991 | Irish Cup               | 6th Round             | Solitude     | Cliftonville   | 0 – 0              | Crusaders    |            |
| 1990-91   | 20.02.1991 | Irish Cup               | 6th Round replay      | Seaview      | Crusaders      | 3 – 2              | Cliftonville |            |
| 1994-95   | 13-08-1994 | Ulster Cup              | Group Stage           | Seaview      | Crusaders      | 1 – 0              | Cliftonville |            |
| 1994-95   | 13.04.1995 | Irish League Cup        | Semifinal             | Solitude     | Cliftonville   | 2 – 0              | Crusaders    |            |
| 1995-96   | 29.08.1995 | Irish League Cup        | Quarter-final         | Solitude     | Cliftonville   | 0 – 0 (0 – 3 pens) | Crusaders    |            |
| 1996-97   | 04-09-1996 | Ulster Cup              | Semifinal             | The Oval     | Cliftonville   | 0 – 4              | Crusaders    |            |
| 1996-97   | 14.01.1997 | County Antrim Shield    | Semifinal             | The Oval     | Cliftonville   | 2 – 1              | Crusaders    |            |
| 1996-97   | 15.03.1997 | Irish Cup               | Quarter-finals        | Solitude     | Cliftonville   | 3 – 1              | Crusaders    |            |
| 1998-99   | 01.12.1998 | County Antrim Shield    | First Round           | Solitude     | Cliftonville   | 2 – 0              | Crusaders    |            |
| 1998-99   | 02.03.1999 | Irish League Cup        | Quarter-final         | Solitude     | Cliftonville   | 2 – 1              | Crusaders    |            |
| 2000-01   | 13.12.2000 | County Antrim Shield    | Quarter-final         | Seaview      | Crusaders      | 0 – 3              | Cliftonville |            |
| 2001-02   | 09.10.2001 | Irish League Cup        | Group Stage           | Seaview      | Crusaders      | 2 – 0              | Cliftonville |            |
| 2001-02   | 11.12.2001 | County Antrim Shield    | Quarter-final         | Seaview2     | Cliftonville   | 2 – 0              | Crusaders    |            |
| 2002-03   | 24.09.2002 | Irish League Cup        | Group Stage           | Solitude     | Cliftonville   | 1 – 1              | Crusaders    |            |
| 2003-04   | 15.10.2003 | Irish League Cup        | Semifinal             | The Oval     | Cliftonville   | 1 – 1 (4 – 1 pens) | Crusaders    |            |
| 2004-05   | 02.02.2005 | County Antrim Shield    | Semifinal             | The Oval     | Crusaders      | 1 – 0              | Cliftonville |            |
| 2006-07   | 08.11.2006 | Irish League Cup        | Semifinal             | The Oval     | Cliftonville   | 1 – 0              | Crusaders    |            |
| 2007-08   | 18.08.2007 | Irish League Cup        | Group Stage           | Seaview      | Crusaders      | 1 – 4              | Cliftonville |            |
| 2007-08   | 01.09.2007 | Irish League Cup        | Group Stage           | Solitude     | Cliftonville   | 1 – 0              | Crusaders    |            |
| 2007-08   | 09.02.2008 | Irish Cup               | 6th Round             | Solitude     | Cliftonville   | 1 – 0              | Crusaders    |            |
| 2008-09   | 09.05.2009 | Irish Cup               | Final                 | Windsor Park | Cliftonville * | 0 – 1              | Crusaders    | 7,500      |
| 2010-11   | 14.03.2011 | Setanta Sports Cup      | Quarter-final 1st leg | Solitude     | Cliftonville   | 4 – 2              | Crusaders    | 581        |
| 2010-11   | 21.03.2011 | Setanta Sports Cup      | Quarter-final 2nd leg | Seaview      | Crusaders      | 4 – 6              | Cliftonville | 527        |
| 2012-13   | 26.01.2013 | Irish League Cup        | Final                 | Windsor Park | Cliftonville * | 4 – 0              | Crusaders    | 4,948      |
| 2012-13   | 06.04.2013 | Irish Cup               | Semifinal             | The Oval     | Crusaders *    | 0 – 2              | Cliftonville | 1,700      |

- 1 Game abandoned at 1-1 due to heavy rain, result declared complete
- 2 Cliftonville nominated as home side but game took place at Seaview
- * Final, Semifinal played at neutral venue, nominated as home side

## Goleadores
Jugadores con 4 o más goles en el derbi del norte de Belfast. (Desde la temporada 2002-03)
Actualizado al 22 de abril de 2013
| Jugador         | Equipo(s)              | Liga | Copa | Copa de la Liga | Setanta Cup | Total |
| --------------- | ---------------------- | ---- | ---- | --------------- | ----------- | ----- |
| Jordan Owens    | Crusaders              | 9    | -    | -               | -           | 9     |
| George McMullan | Cliftonville           | 4    | 1    | 1               | 2           | 8     |
| Liam Boyce      | Cliftonville           | 7    | -    | -               | -           | 7     |
| Joe Gormley     | Cliftonville           | 2    | 1    | 2               | -           | 5     |
| Colin Coates    | Crusaders              | 4    | -    | -               | -           | 4     |
| David McAlinden | Crusaders Cliftonville | 1 3  | -    | -               | -           | 4     |
| Chris Morrow    | Crusaders              | 4    | -    | -               | -           | 4     |
| Chris Scannell  | Cliftonville           | 3    | -    | 1               | -           | 4     |
| Mark Holland    | Cliftonville           | 1    | -    | 1               | 2           | 4     |